# 8 de mayo
El 8 de mayo es el 128.º (centésimo vigesimoctavo) día del año en el calendario gregoriano y el 129.º en los años bisiestos. Quedan 237 días para finalizar el año. 
En muchos países europeos, el 8 de mayo es una fiesta nacional o día conmemorativo (Día de la Liberación), puesto que este día de 1945 acabó la Segunda Guerra Mundial en Europa.

## Acontecimientos
- 413: en Roma (península itálica), el emperador Honorio firma un edicto liberando de impuestos a las provincias de Tuscia, Campania, Picenum, Samnium, Apulia, Lucania y Calabria, que habían sido arrasadas por los visigodos.
- 589: en Toledo (península ibérica), el rey visigodo Recaredo ―recién convertido del cristianismo arriano al cristianismo católico― inaugura el III Concilio de Toledo. Él había convocado a todos los obispos del reino visigodo (formado por Hispania y la Septimania francesa), cuya religión oficial había sido el arrianismo. Asistieron 62 obispos católicos y 8 obispos arrianos. Recaredo anatematizó a Arrio y sus doctrinas, prohibió que las personas judías ocuparan cargos públicos y se casaran con personas cristianas, y se atribuyó la conversión de los pueblos godo y suevo al catolicismo. Actualmente este se considera el nacimiento de la nación católica española.
- 914: Parte desde Córdoba (España) la segunda aceifa de Abderramán III contra el caudillo rebelde Omar ben Hafsún.
- 1254: en España, el rey Alfonso X el Sabio otorga la normativa fundacional de la Universidad de Salamanca
- 1360: Francia e Inglaterra firman el Tratado de Brétigny.
- 1366: en la actual España, Pedro IV de Aragón dona a don Pedro Jordán de Urriés el castillo y villa de Ayerbe y sus términos.
- 1429: en Orleans (Francia), Juana de Arco libera el sitio de Orleans, cambiando el rumbo de la guerra de los Cien Años.
- 1456: en Málaga (España), las tropas cristianas del Rey Enrique IV de Castilla reconquistan la villa de Estepona en manos de los musulmanes.
- 1521: la Dieta de Worms condena las tesis de Martín Lutero.
- 1527: en la actual Argentina, los conquistadores españoles liderados por el navegante italiano Sebastián Caboto (al servicio de la corona de España) son los primeros europeos que avistan el río Paraná.
- 1541: en la actual Estados Unidos, los conquistadores españoles liderados por Hernando de Soto son los primeros europeos que avistan el río Misisipi, al que bautizan Río del Espíritu Santo.
- 1701: en España, las Cortes reconocen como rey a Felipe V de Borbón.
- 1788: en Francia, el Parlamento se suspende con la creación de 47 nuevas cortes.
- 1794: en París (Francia), el químico francés Antoine Lavoisier ―acusado de traidor― es apresado, condenado y guillotinado en el mismo día por los revolucionarios.
- 1821: en Gravia ―en el marco de la Guerra de independencia de Grecia― los griegos derrotan a los turcos otomanos.
- 1842: en Versailles, cerca de París (Francia) se descarrila e incendia un tren. Mueren entre 52 y 200 personas.
- 1847: Robert William Thomson patenta uno de los primeros modelos de neumático para vehículo.
- 1863: la Confederación Granadina toma el nombre de Estados Unidos de Colombia.
- 1878: en Londres (Inglaterra), David Edward Hughes da a conocer a la Royal Society el micrófono de carbón (el primer micrófono).
- 1886: en los Estados Unidos, John Stith Pemberton inventa la Coca Cola.
- 1887: en Luján (Argentina), es coronada la imagen de Nuestra Señora de Luján.
- 1895: China cede Taiwán a Japón.
- 1902: en la isla de Martinica se produce la erupción del Mont Pelée (Monte Pelado), que sepulta a Saint Pierre.
- 1906: en México se funda el Club Deportivo Guadalajara.
- 1912: en los Estados Unidos, se crea Paramount Pictures.
- 1923: en México se inaugura la CYL, una de las primeras emisoras de radio de ese país.
- 1930: La imagen de la Virgen María, en su advocación “de Luján” fue coronada según decreto del papa León XIII del 30 de septiembre de 1886, al mismo tiempo que se establecía su día de coronación para el 8 de mayo del año siguiente.
- 1931: en España, las Cortes Constituyentes reconocen por primera vez a las mujeres como elegibles.
- 1932: en Andalucía (España) se funda el Diario Ideal.
- 1933: en India, Mahatma Gandhi comienza una huelga de hambre, debido al maltrato de los indios hinduistas y de los invasores británicos contra los parias. Durará tres semanas.
- 1942: en la Segunda Guerra Mundial, en el Teatro de operaciones del Pacífico, al sur de las Islas Salomón, ocurre la batalla del Mar del Coral; la primera batalla entre portaaviones de la historia y el primer combate donde las fuerzas navales nunca se vieron directamente, ni estuvieron al alcance de la artillería naval enemiga.
- 1942: en Filipinas se rinden las tropas estadounidenses, luego de cinco meses de lucha contra Japón.
- 1943: en Nueva York (Estados Unidos) se crea la FAO (Organización de las Naciones Unidas para la Agricultura y la Alimentación).
- 1945: la Alemania nazi firma la rendición incondicional. Día de la Victoria en Europa para los Aliados. Tiene lugar una masacre en Sétif, Guelma y Kherrata a manos de la armada francesa dejando 56.000 muertos.
- 1945: en Allentown, Pensilvania, nace Keith Jarrett.
- 1953: en el Sitio de pruebas de Nevada, Estados Unidos detona su bomba atómica Encore, de 27 kilotones. Es la bomba número 42 del total de 1132 bombas atómicas que hizo detonar ese país entre 1945 y 1992.
- 1958: en Costa Rica asume la presidencia Mario Echandi Jiménez.
- 1962: en Costa Rica asume la presidencia Francisco José Orlich.
- 1966: en Costa Rica asume la presidencia José Joaquín Trejos Fernández.
- 1967: el Gobierno de Estados Unidos quita el título de campeón mundial a Muhammad Ali por negarse a participar en la invasión contra Vietnam, en la que morirán unos dos millones de civiles vietnamitas.
- 1967: la sonda espacial lunar Orbiter 4 alcanza la órbita de la Luna.
- 1968: en un pozo artificial, a 182 metros bajo tierra, en el área U10ak del Sitio de pruebas atómicas de Nevada (a unos 100 km al noroeste de la ciudad de Las Vegas), a las 6:10 (hora local) Estados Unidos detona su bomba atómica Crock, de 1 kilotón. Es la bomba n.º 557 de las 1132 que Estados Unidos detonó entre 1945 y 1992.
- 1970: en el Reino Unido sale a la venta el álbum Let it be, de Los Beatles.
- 1970: en Costa Rica asume la presidencia José Figueres Ferrer por tercera y última ocasión.
- 1972: en los Estados Unidos, el presidente Richard Nixon ordena el bloqueo y minado de los puertos de Vietnam del Norte.
- 1974: en Costa Rica asume la presidencia Daniel Oduber.
- 1978: en Nepal, Reinhold Messner y Peter Habeler realizan el primer ascenso al monte Everest sin oxígeno suplementario.
- 1978: en Costa Rica asume la presidencia Rodrigo Carazo.
- 1979: en Londres (Reino Unido) se publica el primer álbum de The Cure, titulado Three Imaginary Boys, uno de los pioneros de la new wave británica.
- 1980: la OMS declara oficialmente erradicado el virus de la viruela en todo el planeta.
- 1981: En España, Luis Buñuel, Eduardo Chillida, Cristóbal Halffter, Alfredo Kraus y Nicanor Zabaleta reciben la Medalla de Oro al Mérito en las Bellas Artes.
- 1982: en Costa Rica asume la presidencia Luis Alberto Monge.
- 1983: segundas elecciones municipales democráticas en España después del franquismo.
- 1984: la Unión Soviética no participa en los Juegos Olímpicos de Los Ángeles. Trece países siguen su ejemplo.
- 1986: en Costa Rica asume la presidencia Óscar Arias por primera ocasión.
- 1987: Javier Pérez de Cuéllar, secretario general de la ONU, recibe el Premio Príncipe de Asturias de Cooperación Internacional.
- 1988: en Francia se realiza la segunda vuelta de los comicios presidenciales.
- 1988: en Ecuador, Rodrigo Borja gana la presidencia.
- 1990: en Costa Rica asume la presidencia Rafael Ángel Calderón.
- 1994: en Panamá, Ernesto Pérez Balladares gana las elecciones generales en Panamá.
- 1994: en Costa Rica asume la presidencia José María Figueres Olsen.
- 1996: en Sudáfrica, la Asamblea Constituyente aprueba la nueva Constitución.
- 1998: en Costa Rica asume la presidencia Miguel Ángel Rodríguez.
- 2001: en la sede de la ONU (Organización de las Naciones Unidas), en Nueva York, el Gobierno de Estados Unidos queda excluido de la junta internacional de fiscalización de estupefacientes.
- 2001: en Colombia se emite el último capítulo de la telenovela Yo soy Betty, la fea, la que sería considerada una de las telenovelas más exitosas de la historia.
- 2002: en Costa Rica asume la presidencia Abel Pacheco.
- 2005: en Uruguay se celebran elecciones municipales; por primera vez el Frente Amplio conquista varias intendencias en el interior.
- 2006: en Costa Rica asume la presidencia Óscar Arias por segunda ocasión.
- 2009: el papa Benedicto XVI inicia visita a Israel, Jordania y los Territorios Palestinos.
- 2010: en Costa Rica asume la presidencia Laura Chinchilla (es la primera mujer costarricense en alcanzar ese cargo).
- 2014: En Costa Rica asume la presidencia Luis Guillermo Solís.
- 2015: en Guatemala renuncia la vicepresidenta Roxana Baldetti (la primera mujer guatemalteca en alcanzar ese cargo); fue el segundo vicepresidente en renunciar a su cargo, luego de Gustavo Espina.
- 2018: En Costa Rica asume la presidencia Carlos Alvarado Quesada, la persona más joven de la Segunda República en alcanzar el cargo.
- 2018: En México se declara el 15 de Noviembre de cada año como día nacional contra el uso nocivo de bebidas alcohólicas.[1]
- 2022: En Costa Rica asume la presidencia Rodrigo Chaves Robles, para el período 2022-2026.
- 2025: En Ciudad del Vaticano, es nombrado el cardenal estadounidense-peruano Robert Francis Prevost como papa, sumo pontífice de la Iglesia católica, eligiendo el nombre papal de León XIV.

## Nacimientos
- 1605: Marcela de San Félix, poetisa y monja española, hija de Lope de Vega (f. 1687).
- 1629: Niels Juel, almirante noruego-danés (f. 1697).
- 1653: Claude Louis Hector de Villars, general, ministro de Defensa y político francés (f. 1734).
- 1712: Pedro Miguel de la Cueva y Guzmán, militar y aristócrata español (f. 1762).
- 1720: William Cavendish, primer ministro británico (f. 1764).
- 1737: Edward Gibbon, filósofo e historiador británico (f. 1794).
- 1753: Miguel Hidalgo y Costilla, sacerdote y revolucionario mexicano (f. 1811).
- 1797: José Rodríguez Losada relojero español (f. 1870).
- 1821: William Henry Vanderbilt, empresario estadounidense (f. 1885).
- 1824: 
  - Miguel Negrete, general mexicano (f. 1897).
  - William Walker, filibustero estadounidense (f. 1860).
- 1826: Miguel Ângelo Lupi, pintor portugués (f. 1883).
- 1828:
  - Henri Dunant, empresario suizo, fundador de la Cruz Roja y premio nobel de la paz en 1901 (f. 1910).
  - Chárbel Makhlouf religioso Líbano canonizado por la iglesia católica (f. 1898)
- 1829: Louis Moreau Gottschalk, pianista y compositor estadounidense (f. 1869).
- 1842: Emil Christian Hansen, fisiólogo y micólogo danés (f. 1909).
- 1846: Émile Gallé, artista francés (f. 1904).
- 1856: Pedro Lascuráin, político mexicano (f. 1952).
- 1877: José María Salaverría, escritor español (f. 1940).
- 1879: William Wesley Coe, atleta estadounidense (f. 1926).
- 1884: Harry S. Truman, político estadounidense, 33.º presidente (f. 1972).
- 1885: Thomas B. Costain, periodista y escritor canadiense (f. 1965).
- 1887: Tito Salas, pintor venezolano (f. 1974).
- 1891: Pablo Teodoro Fels, piloto de aviones argentino, precursor y benemérito de la Aeronáutica Argentina (f. 1969).
- 1893: Francis Ouimet, golfista estadounidense (f. 1967).
- 1894: Miguel Matamoros músico y compositor cubano (f. 1971).
- 1895:
  - Fulton J. Sheen, arzobispo estadounidense (f. 1979).
  - Edmund Wilson, escritor y crítico estadounidense (f. 1972).
  - José Gómez Ortega, torero español (f. 1920).
- 1897: José María Pemán, periodista y dramaturgo español (f. 1981).
- 1898: Aloysius Stepinac, cardenal croata, colaboracionista de los nazis (f. 1960).
- 1899:
  - Arthur Q. Bryan, actor de voz y cantante estadounidense (f. 1959).
  - Friedrich Hayek, economista y filósofo austriaco, premio nobel de economía en 1974 (f. 1992).
  - Jacques Heim, diseñador francés de modas (f. 1967).
- 1902: André Lwoff, biólogo y médico francés de origen ruso-polaco, Premio Nobel de Medicina en 1965 (f. 1994).
- 1903: Fernandel, actor cómico francés (f. 1971).
- 1904: Amparo Barayón, pianista, activista anarquista, republicana, socialista y feminista española (f. 1936).
- 1905: Red Nichols, cornetista, líder de banda y compositor estadounidense (f. 1965).
- 1906:
  - José Hernández Díaz, historiador de arte y político español (f. 1998).
  - Roberto Rossellini, cineasta italiano (f. 1977).
- 1908: Arturo de Córdova, actor mexicano (f. 1973).
- 1910: Mary Lou Williams, pianista y compositora estadounidense (f. 1981).
- 1911: Robert Johnson, músico estadounidense (f. 1938).
- 1912: George Woodcock, escritor y poeta canadiense (f. 1995).
- 1913:
  - Bob Clampett, animador, director y productor estadounidense (f. 1984).
  - Sid James, actor y cantante sudafricano (f. 1976).
  - Charles Scorsese, actor estadounidense y padre del director de cine Martin Scorsese (f. 1993).
  - Hugo Trivelli, agrónomo chileno (f. 2005).
- 1914: Romain Gary, escritor y diplomático francés de origen lituano (f. 1980).
- 1915: Laura García Corella, escritora española (f. 2003).
- 1916: João Havelange, dirigente deportivo, político y abogado brasileño, presidente de la FIFA (f. 2016).
- 1919:
  - Lex Barker, actor estadounidense (f. 1973).
  - Álvaro Gómez Hurtado, político colombiano (f. 1995).
- 1920:
  - Saul Bass, diseñador gráfico estadounidense (f. 1996).
  - Tom of Finland, artista finlandés (f. 1991).
  - Sloan Wilson, escritor y poeta estadounidense (f. 2003).
- 1922: Jorge Luz, actor y humorista argentino (f. 2012).
- 1923: Cheikha Remitti, cantante argelina (f. 2006).
- 1924:
  - Sofía Ímber, periodista venezolana (f. 2017).
  - Enrique Rambal, actor hispano mexicano (f. 1971).
- 1925:
  - Ali Hassan Mwinyi, político tanzano, segundo presidente (f. 2024).
  - Rodolfo Morales, pintor surrealista mexicano (f. 2001).
- 1926:
  - David Attenborough, presentador de televisión y naturalista británico.
  - Don Rickles, actor estadounidense. (f. 2017)
- 1927:
  - Chumy Chúmez, humorista español (f. 2003)
  - László Paskai, cardenal húngaro (f. 2015).
- 1928:
  - Manfred Gerlach, político alemán (f. 2011).
  - Arcadio Pardo, poeta y editor español (f. 2021).
- 1929:
  - Girija Devi, cantante indio (f. 2017).
  - Miyoshi Umeki, actriz y cantante japonesa (f. 2007).
- 1930:
  - Doug Atkins, jugador estadounidense de fútbol americano (f. 2015).
  - Heather Harper, soprano británica (f. 2019).
  - René Maltête, fotógrafo y poeta francés (f. 2000).
  - Gary Snyder, poeta y educador estadounidense.
- 1932:
  - Julieta Campos, escritora y traductora cubano-mexicana (f. 2007).
  - Carlo Cossutta, tenor ítaloargentino (f. 2000).
  - Phyllida Law, actriz británica.
  - Sonny Liston, boxeador estadounidense (f. 1970).
- 1935:
  - Jesús Silva-Herzog Flores, político mexicano (f. 2017).
  - Jack Charlton, futbolista y entrenador británico (f. 2020).
  - Enrique Dumas, cantante de tangos argentino (f. 2009).
  - Susana Lanteri, actriz argentina (f. 2021).
- 1936:
  - Kazuo Koike, escritor japonés (f. 2019).
  - Héctor Núñez, futbolista uruguayo (f. 2011).
  - Víctor Yturbe: cantante mexicano (f. 1987).
- 1937:
  - Carlos Gaviria Díaz, jurista y político colombiano (f. 2015).
  - Thomas Pynchon, novelista estadounidense.
  - Ana María Casó, actriz de cine y televisión y directora de teatro argentina (f. 2021).
- 1938:
  - Jean Giraud, historietista e ilustrador francés (f. 2012).
  - Corine Rottschäfer, modelo neerlandesa, Miss Mundo 1959 (f. 2020).
- 1939: Jean Obeid, periodista y político libanés (f. 2021).
- 1940:
  - Peter Benchley, escritor estadounidense (f. 2006).
  - Irwin Cotler, político, ministro de Justicia y abogado canadiense.
  - Ricky Nelson, cantante, guitarrista y actor estadounidense (f. 1985).
- 1943:
  - Pat Barker, escritor británico.
  - Paul Samwell-Smith, bajista británico, de la banda The Yardbirds.
- 1944:
  - Gary Glitter, cantante y compositor británico.
  - Bill Legend, baterista británico, de la banda T. Rex.
- 1945: Keith Jarrett, pianista estadounidense de jazz.
- 1946: Jonathan Dancy, filósofo, escritor y académico británico.
- 1947:
  - H. Robert Horvitz, biólogo estadounidense, premio nobel de fisiología o medicina de 2002.
  - Felicity Lott, soprano británica.
- 1951:
  - Philip Bailey, cantante estadounidense, de la banda Earth, Wind & Fire.
  - Chris Frantz, baterista estadounidense, de la banda Talking Heads.
- 1953:
  - Billy Burnette, guitarrista estadounidense de la banda Fleetwood Mac.
  - Alex Van Halen, músico estadounidense, baterista de la banda Van Halen.
- 1954: Stephen Furst, actor y director estadounidense (f. 2017).
- 1955: Meles Zenawi, político y primer ministro etíope (f. 2012).
- 1956: Victor Piţurcă, futbolista rumano.
- 1957:
  - Adriana Salgueiro, actriz y conductora de televisión argentina.
  - Bill Cowher, jugador y entrenador estadounidense de fútbol americano.
  - Marie Myriam, cantante congolesa.
- 1958: Roddy Doyle, escritor, dramaturgo, y guionista irlandés.
- 1960:
  - Franco Baresi, futbolista italiano.
  - Eric Brittingham, bajista estadounidense.
- 1961:
  - Bill de Blasio, académico y político estadounidense, alcalde de Nueva York desde 2014 hasta 2022.
  - Pedro Reyes, humorista, actor y director español (f. 2015).
- 1962:
  - Natalia Molchanova, buceadora rusa (f. 2015).
  - David Sole, rugbista británico.
- 1963:
  - Michel Gondry, cineasta y guionista francés.
  - Aleksandr Kovalenko, atleta bielorruso.
- 1964:
  - Melissa Gilbert, actriz estadounidense.
  - Bobby Labonte, piloto estadounidense.
  - Dave Rowntree, baterista británico, de la banda Blur.
- 1966:
  - Marta Sánchez, cantante española.
  - Cláudio Taffarel, futbolista brasileño.
- 1970:
  - Luis Enrique, futbolista y entrenador español.
  - Naomi Klein, escritora y activista canadiense.
- 1971: Candice Night, cantante y compositora estadounidense, de la banda Blackmore's Night.
- 1972: Darren Hayes, cantante australiano, de la banda Savage Garden.
- 1973:
  - Hiromu Arakawa, mangaka japonesa.
  - Jesús Arellano, futbolista mexicano.
  - Marcus Brigstocke, comediante, actor, y guionista británico.
  - Alexander Pulalo, futbolista indonesio.
- 1974:
  - Carolina Urrejola, periodista chilena.
  - Guilherme de Cássio Alves, futbolista y entrenador brasileño.
  - Hurnet Dekkers, remera neerlandesa.
  - Bae Hae-sun, actriz surcoreana.
- 1975:
  - Enrique Iglesias, cantante, compositor y productor español.
  - Gastón Mazzacane, piloto argentino de automovilismo.
- 1976:
  - Martha Wainwright, cantautora canadiense.
  - Makoto Yukimura, mangaka japonés, creador de Vinland Saga.
- 1977:
  - Joe Bonamassa, músico estadounidense.
  - Theodoros Papaloukas, baloncestista griego.
  - Giuseppe Biava, futbolista italiano.
- 1978:
  - Lúcio, futbolista brasileño.
  - Josie Maran, modelo y actriz estadounidense.
- 1979: Ruslán Kujaruk, estadista y político ruso, actual gobernador del Distrito autónomo de Janti-Mansi.
- 1980: Keyon Dooling, baloncestista estadounidense.
- 1981:
  - Stephen Amell, actor canadiense.
  - Andrea Barzagli, futbolista italiano.
  - Mich Dulce, cantante y diseñadora filipina.
  - Manny Gamburyan, luchador de artes marciales armenio.
- 1982:
  - Christina Cole, actriz británica.
  - Aarón Galindo, futbolista mexicano.
  - Adrián González, beisbolista estadounidense.
  - Buakaw Por Pramuk, boxeador tailandés de muay thai.
- 1983:
  - Elyes Gabel, actor británico.
  - Matt Willis, cantante, compositor y actor británico, de la banda Busted.
  - Leire Ruiz, actriz española de teatro y televisión.
- 1984:
  - Cynthia Rodríguez, cantante mexicano.
  - Renata Ruiz, modelo chilena.
  - Gonzalo Amarilla, futbolista uruguayo.
  - Jennifer Pareja, waterpolista española.
  - Gemma Oaten, actriz británica.
  - Sandra Šarić, taekwondista croata.
  - Yuri Kai, luchadora japonesa.
  - Róbert Mike, piragüista húngaro.
  - Tiago Cardoso dos Santos, futbolista brasileño.
- 1985: Sasha Kaun, baloncestista ruso.
- 1986: Galen Rupp, corredor estadounidense.
- 1987:
  - Aneurin Barnard, actor y cantante británico.
  - Mark Noble, futbolista británico.
  - Matías Dituro, futbolista argentino.
- 1988:
  - Maicon Pereira de Oliveira, futbolista brasileño (f. 2014).
  - Admir Adrović, futbolista montenegrino.
- 1989: Liam Bridcutt, futbolista británico.
- 1990: Kemba Walker, baloncestista estadounidense.
- 1991:
  - Marcus Antonsson, futbolista sueco.
  - Nicklas Helenius, futbolista danés.
- 1992:
  - Ana Mulvoy Ten, actriz británica.
  - Cris Lizarraga, cantante española, de la banda Belako.
  - Olivia Culpo, modelo estadounidense y  ganadora del Miss Universo 2012.
- 1993:
  - Nicolaj Thomsen, futbolista danés.
  - Anastasiya Novosad, esquiadora acrobática ucraniana.
- 1995: Jeonghwa, cantante surcoreana, de la banda EXID.
- 1996:
  - 6ix9ine, rapero estadounidense.
  - Firas Chaouat, futbolista tunecino.
  - Federico Barrandeguy, futbolista uruguayo.
  - Marcus Pettersson, jugador de hockey sobre hielo sueco.
- 1997:
  - Alex Gersbach, futbolista australiano.
  - José Rivera, futbolista peruano.
  - Mizuki Ichimaru, futbolista japonés.
  - Alexander Maderner, remero austriaco.
  - Guillermo Mulero, baloncestista español.
  - Eudald Vergés Comellas, futbolista español.
  - Bryan Hudson, beisbolista estadounidense.
- 1998:
  - Fernando Beltrán Cruz, futbolista mexicano.
  - Johannes Eggestein, futbolista alemán.
- 1999:
  - Adrián Lozano, futbolista mexicano.
  - Eman Markovic, futbolista noruego.
  - Luka Racic, futbolista danés.
  - Alana Castrique, ciclista belga.
- 2000:
  - Sandro Tonali, futbolista italiano.
  - Ryoichi Imamura, futbolista japonés.
  - Tetta Kawai, futbolista japonés.
  - Erik Lira, futbolista mexicano.
  - Quentin Grimes, baloncestista estadounidense.
  - Jesús David Peña, ciclista colombiano.
  - Clara Esquerdo, gimnasta rítmica española.
  - Gonzalo Nápoli, futbolista uruguayo.
  - Toumani Camara, baloncestista belga.
  - Jacob Toppin, baloncestista estadounidense.
- 2002: Sivert Mannsverk, futbolista noruego.
- 2003:
  - Moulay Hassan, hijo mayor del rey de Marruecos, Mohamed VI, y de su esposa, Lalla Salma.
  - Joaquín Bondoni, actor mexicano.
- 2004: Arnaud Dony, futbolista belga.
- 2005:
  - Oliver Bearman, piloto de automovilismo británico.
  - Lovro Zvonarek, futbolista croata.

## Fallecimientos
- 685: Benedicto II, papa romano (n. 635).
- 997: Taizong, emperador chino (n. 939).
- 1063: Ramiro I, rey aragonés (n. 1006).
- 1277: Armingot, eclesiástico castellano.
- 1473: John Stafford, político inglés (n. 1420).
- 1782: Marqués de Pombal, estadista portugués (n. 1699).
- 1785: Étienne François de Choiseul, político francés (n. 1719).
- 1785: Pietro Longhi, pintor italiano (n. 1701).
- 1788: Giovanni Antonio Scopoli, médico y naturalista italoaustriaco (n. 1723).
- 1794: Antoine Lavoisier, químico francés (n. 1743).
- 1799: José María España, militar y patriota venezolano (n. 1761).
- 1819: Kamehameha I, rey hawaiano (n. 1758).
- 1822: John Stark, general estadounidense (n. 1728).
- 1828: Mauro Giuliani, guitarrista, chelista y compositor italiano (n. 1781).
- 1842: Jules Dumont D'Urville, explorador francés (n. 1790).
- 1844: Carlos XIV, rey sueco y noruego entre 1818 y 1844 (n. 1763).
- 1859: José Madrazo, pintor español (n. 1781).
- 1863: Juan Francisco Giró, presidente uruguayo (n. 1791).
- 1873: John Stuart Mill, filósofo empirista británico (n. 1806).
- 1875: Thomas Baines, explorador y artista estadounidense (n. 1820).
- 1880: Gustave Flaubert, novelista francés (n. 1821).
- 1885: Pavel Křížkovský, compositor checo (n. 1820).
- 1887: Lorenzo Batlle, presidente uruguayo (n. 1810).
- 1891: Madame Blavatsky (Helena Petrovna Blavatsky), ocultista y escritora estadounidense de origen ruso (n. 1831).
- 1893: Manuel del Refugio González Flores, político y militar mexicano (n. 1833).
- 1894: Juan Martínez Villergas, escritor, poeta satírico, periodista y político español (n. 1817).
- 1901: Emilio Arana, médico y escritor anarquista hispano-argentino.
- 1903: Paul Gauguin, pintor y escultor francés (n. 1848).
- 1904: Eadweard Muybridge, fotógrafo e investigador británico (n. 1830).
- 1907: Edmund G. Ross, político estadounidense (n. 1826).
- 1913: Ulrica Nisch, religiosa católica alemana (n. 1882).
- 1936: Oswald Spengler, filósofo e historiador alemán (n. 1880).
- 1938: Higinio Carrocera, anarcosindicalista español (n. 1908).
- 1943: Mordechai Anielewicz, militar polaco, comandante de la Organización de Lucha Judía durante el alzamiento del Gueto de Varsovia (n. 1919).
- 1945: Wilhelm Rediess, oficial alemán de las SS (n. 1900).
- 1945: Josef Terboven, militar y político alemán (n. 1898).
- 1945: Fritz Kater, anarcosindicalista alemán (n. 1861).
- 1952: William Fox, productor cinematográfico estadounidense de origen húngaro (n. 1879).
- 1960: Hugo Alfvén, compositor, director de orquesta y violinista sueco (n. 1872).
- 1967: Elmer Rice, dramaturgo estadounidense (n. 1892).
- 1975: Avery Brundage, atleta, coleccionista de arte y empresario estadounidense (n. 1887).
- 1979: Talcott Parsons, sociólogo estadounidense (n. 1902).
- 1981: Uri Zvi Greenberg, poeta y periodista israelí (n. 1896).
- 1982: Neil Bogart, productor discográfico estadounidense, cofundador de Casablanca Records (n. 1943).
- 1982: Gilles Villeneuve, piloto canadiense de Fórmula 1 (n. 1950).
- 1983: John Fante, escritor y guionista estadounidense (n. 1909).
- 1985: Theodore Sturgeon, escritor estadounidense de ciencia ficción (n. 1918).
- 1985: Dolph Sweet, actor estadounidense (n. 1920).
- 1988: Robert A. Heinlein, escritor estadounidense de ciencia ficción (n. 1907).
- 1990: Luigi Nono, compositor italiano de música contemporánea (n. 1924).
- 1991: Rudolf Serkin, pianista austriaco nacionalizado estadounidense (n. 1903).
- 1993: Carmen Casco de Lara Castro, activista paraguaya (n. 1918).
- 1993: Avram Davidson, militar y escritor estadounidense (n. 1923).
- 1993: Gabriel Pita da Veiga y Sanz, marino y ministro español (n. 1909).
- 1994: George Peppard (65), actor estadounidense (n. 1928).
- 1995: Teresa Teng, cantante taiwanesa (n. 1953).
- 1996: Beryl Burton, ciclista británico (n. 1937).
- 1996: Luis Miguel Dominguín, torero español (n. 1926).
- 1996: Celedonio Romero, guitarrista español (n. 1913).
- 1998: Poty Lazzarotto, grabador, diseñador, ceramista, litógrafo y muralista brasileño (n. 1924).
- 1999: Dirk Bogarde, actor y guionista británico (n. 1921).
- 1999: Dana Plato, actriz estadounidense (n. 1964).
- 2000: Guadalupe "Pita" Amor, poetisa mexicana (n. 1918).
- 2001: Luis Mackenna Shiell, abogado y político chileno (n. 1916).
- 2001: Jorge Lardé y Larín, historiador salvadoreño (n. 1920).
- 2002: Juan Miguel Lope Blanch, filólogo español (n. 1927).
- 2003: Elvira Pagã, vedette, actriz, cantante, escritora y pintora brasileña (n. 1920).
- 2005: Jean Carrière, escritor francés (n. 1928).
- 2005: Nicolás Vuyovich, piloto de automovilismo argentino (n. 1981).
- 2008: Eddy Arnold, cantante, compositor, guitarrista y actor estadounidense (n. 1918).
- 2008: François Sterchele, futbolista belga (n. 1982).
- 2010: Joaquín Capilla, clavadista mexicano (n. 1928).[2]
- 2010: Andor Lilienthal, ajedrecista húngaro (n. 1911).
- 2011: Lionel Rose, boxeador australiano (n. 1948).
- 2012: Caloi, dibujante e historietista argentino (n. 1948).
- 2012: Maurice Sendak, escritor e ilustrador estadounidense (n. 1928).
- 2013: Alfred Benlloch Llorach, inventor español (n. 1917).
- 2013: Jeanne Cooper, actriz estadounidense (n. 1928).
- 2013: Bryan Forbes, actor, director, productor y guionista británico (n. 1926).
- 2014: Yago Lamela, atleta español (n. 1977).
- 2014: Jair Rodrigues, cantante brasileño (n. 1939).
- 2019: Sprent Dabwido, político nauruano, presidente de Naurú entre 2011 y 2013 (n. 1972).
- 2020: Trinche Carlovich, exfutbolista argentino (n. 1946).
- 2020: Pedro Pablo León, exfutbolista peruano (n. 1943).
- 2020: Uwe Ludwig "Roy" Horn (75), artista alemano-estadounidense (n. 1944).
- 2021: Helmut Jahn, arquitecto alemán (n. 1940).
- 2022: Fred Ward (79), actor estadounidense (n. 1942).
- 2022: Dennis Waterman (74), actor y cantante británico (n. 1948).
- 2023: Rita Lee, compositora y cantante brasileña de rock (n. 1947).

## Celebraciones
- Día Mundial contra el Cáncer de Ovario.[3]

- Día Mundial de la Cruz Roja y de la Media Luna Roja.

- Jornadas de Recuerdo y Reconciliación en Honor de Quienes Perdieron la Vida en la Segunda Guerra Mundial.

Compartidas
- Unión Europea:
  - Día de la Victoria en Europa.

 Por países
(Por orden alfabético)
- Argentina: 
  - Día de Nuestra Señora la Virgen de Luján.
Patrona de Argentina.[4]
  - Día de la Lucha Contra la Violencia Institucional en Argentina.[5]
  - Día del Traumatólogo Argentino.[6]
  -  Misiones: 
    - Día de la Policía de Misiones.[7][8]
    - Día del Pensamiento Misionero.[5]
En honor al nacimiento de Leopoldo María López Forastier, pensador, escritor y constituyente provincial.

- Corea del Sur: 
  - Día de los Padres.

- España: 
  - Día del Becario.

- Estados Unidos:
  -  Misisipi: 
    - Día de la Emancipación.

- México: 
  - Natalicio de Miguel Hidalgo y Costilla.
- Nicaragua:
  - Día de Virgen de Cuapa.

- Paraguay: 
  - Día del Químico Paraguayo.[9]

- Ucrania: 
  - Día del Recuerdo y la Victoria sobre el Nazismo en la Segunda Guerra Mundial 1939–1945.

- Venezuela: 
  - Día del Entrenador Deportivo.

### Santoral católico

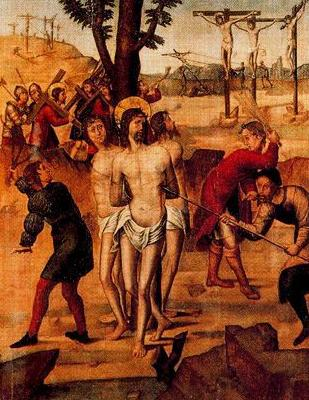
El martirio de San Acacio. Obra del siglo XVI de un artista anónimo de Toledo.

- San Víctor de Milán, mártir (f. 304).
- San Acacio de Bizancio, soldado y mártir (s. IV).(imagen ilustrativa).
- San Heladio de Auxerre, obispo (s. IV).
- San Arsenio de Scete, diácono y ermitaño (s. IV).
- San Gibriano de Chalons, presbítero (f. 515).
- San Desiderato de Bourges, obispo (f. 550).
- San Bonifacio IV, papa (f. 615).
- San Benedicto II, papa (f. 685).
- San Metrón de Verona, ermitaño (s. VIII).
- San Wiro de Roermond (f. 700).
- San Amado Ronconi (s. XIII).

- Beato Ángel de Massaccio, presbítero y mártir (f. 1458).
- Beato Luis Rabatá, presbítero (f. 1490).
- Beata María Catalina de san Agustín, virgen y religiosa (f. 1668).
- Beata Ulrica Nisch, virgen y religiosa (f. 1913).